# 闵行体育公园

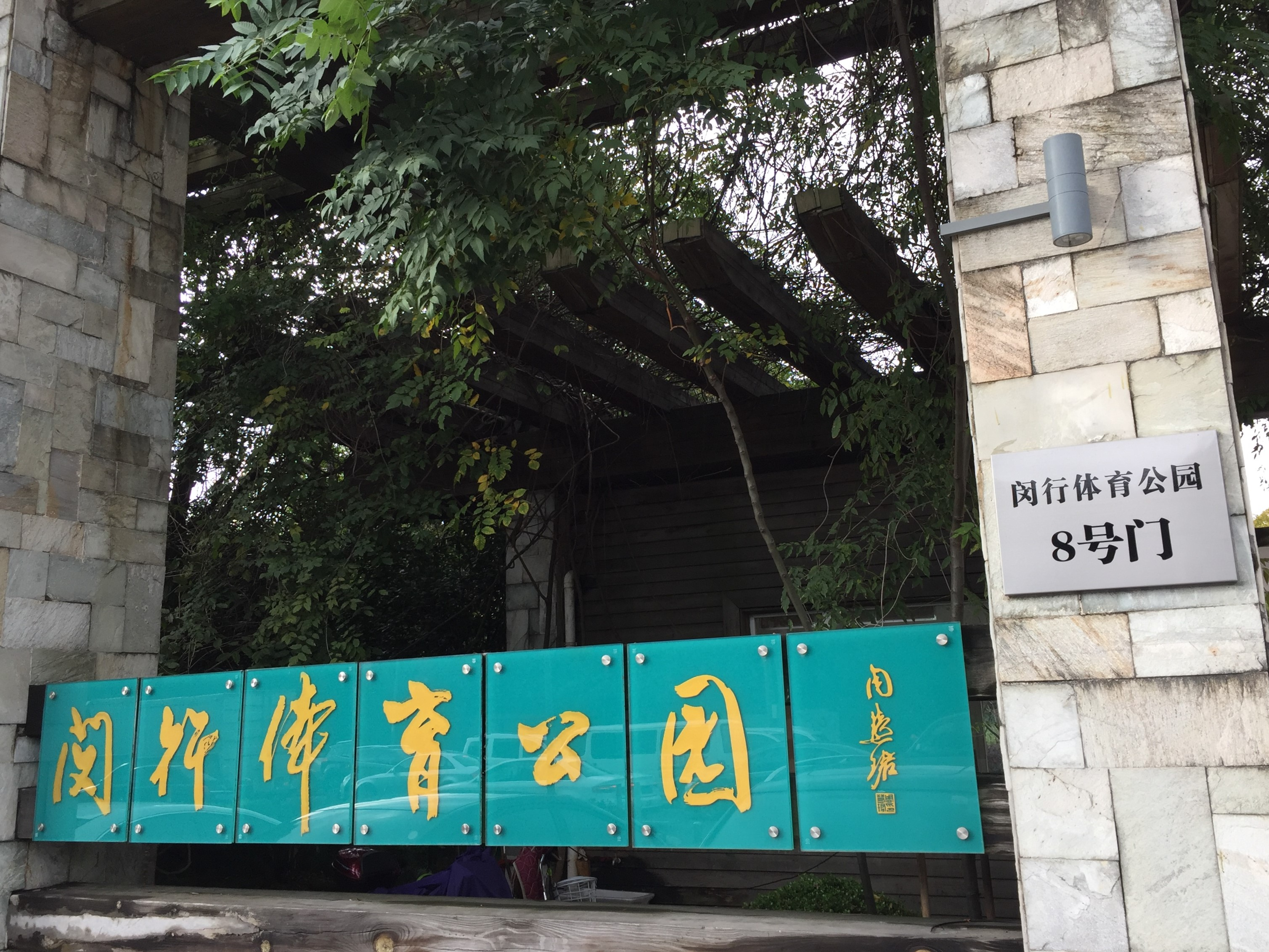
闵行体育公园顾戴路8号门

闵行体育公园，是上海市闵行区的一座公园，总面积84公顷（1260亩），正门地址为上海市闵行区新镇路456号。公园位于上海外环高速以西、顾戴路以北、新镇路以东、农南路以南的原七宝镇友谊村地块上，是上海市是上海市首座以体育命名的公园、上海市第一座大型城市主题公园，也是目前上海西南地区最大的综合性公园。

## 历史
公园所在地原为七宝镇一个废弃的建筑垃圾堆场，为了改善区域生态环境质量，促进可持续发展，营造一个绿色城市森林，闵行区委、区政府决定将其改建成大型开放式公园。公园从2001年11月开始建设，并于2004年1月建成对外开放。
2000年开始，原上海市园林局与闵行区根据规划，在外环线以西顾戴路以北、新镇路以东、农南路以南的原七宝镇友谊村地区建设综合性大型生态体育公园。公园由上海市园林设计院设计。2003年12月，公园建成；2004年1月18日，公园开放给公众参观；同年5月，率先在上海市实行免费开放。

## 荣誉
闵行体育公园是上海市五星级公园，是国家3A级旅游景区。